# Dryocora cephalotes
Dryocora cephalotes es una especie de coleóptero de la familia Prostomidae.

## Distribución geográfica
Habita en Tasmania (Australia).